# Petit icosicosidodécaèdre
En géométrie, le petit icosicosidodécaèdre est un polyèdre uniforme non convexe, indexé sous le nom U31.
Il partage son arrangement de sommets avec le grand dodécaèdre étoilé tronqué. Il partage de plus ses arêtes avec le petit dodécicosidodécaèdre ditrigonal et le petit dodécicosaèdre.